# Zeche Jacke
Die Zeche Jacke in Essen-Kettwig ist ein ehemaliges Steinkohlenbergwerk. Über das Bergwerk wird nur wenig berichtet.

## Bergwerksgeschichte
Bereits im Jahr 1778 wurde das Bergwerk in den Unterlagen genannt. Im Jahr 1803 war das Bergwerk nachweislich in Betrieb. Im Jahr 1807 wurde der Schacht 10 geteuft und im Jahr 1811 der Schacht 11. Dieser Schacht wurde Untertage abgesetzt und als Blindschacht weiter geteuft. Im Jahr 1813 wurde Abbau betrieben, der Abbau erfolgte im gleichnamigen Flöz Jacke. Im Jahr 1815 wurde die Zeche außer Betrieb genommen. Im Jahr 1832 wurde ein Stollen vorgetrieben. Im Jahr 1854 war das Bergwerk noch eigenständig in Betrieb. Etwa um das Jahr 1900 wurde das Grubenfeld der Zeche Jacke der Zeche Pauline zugeschlagen.

### Förderung und Belegschaft
Die ersten Belegschafts- und Förderzahlen stammen aus dem Jahr 1834, es wurden von elf Bergleuten 32.631 Scheffel Steinkohle gefördert. Im Jahr 1836 wurden 3889 und 1838 6587 preußische Tonnen Steinkohle gefördert. Im Jahr 1840 sank die Förderung auf 1418½ preußische Tonnen Steinkohle. Die letzten bekannten Förderzahlen des Bergwerks stammen aus dem Jahr 1842, es wurden 3417 preußische Tonnen Steinkohle abgebaut.